# Alosa becuda
L'alosa becuda (Chersophilus duponti) és una espècie d'ocell de l'ordre dels passeriformes i la família dels alàudids que gairebé no vola. És l'única espècie dins el gènere Chersophilus Sharpe, 1890, i és un ocell estèpic.

## Morfologia
- Fa uns 20 cm de llargària.
- Bec llarg, fi i corbat cap a baix.
- Cap rodó.
- Es diferencia de l'alosa vulgar per la manca de plomall.

## Subespècies
- Chersophilus duponti duponti (a Europa i nord-oest d'Àfrica)
- Chersophilus duponti margaritae (a la resta de l'Àfrica del Nord).

## Reproducció
El període de reproducció és bastant prolongat i abasta des de finals de febrer a principis de juliol. Les parelles poden realitzar diversos intents de cria. Fa el seu niu a terra i la femella hi pon 3-4 ous, que són incubats durant 12-13 dies, i els polls abandonen el niu després d'un període de 8 dies. Durant el període de cria, els polls són alimentats principalment amb larves de lepidòpters i coleòpters, tot i que les aranyes també formen una part important d'aquesta dieta. La taxa de depredació en niu de l'espècie és alta, oscil·la entre el 46% i el 84%.

## Hàbitat
És una espècie territorial, amb una clara preferència per zones planes i terrenys molt secs i amb molt poca vegetació. És considerada com una espècie típicament sedentària, ja que roman en les àrees de cria la totalitat de l'any, tot i que poden fer moviments dispersius durant els mesos més freds de l'hivern.

## Distribució geogràfica
Viu a les regions subdesèrtiques de l'Àfrica del Nord (d'Algèria fins a Egipte), bé que, accidentalment, hom pot trobar-la a la regió mediterrània occidental (Península Ibèrica i França).
Al País Valencià cria a diversos paratges situats a la zona occidental del Racó d'Ademús. Aquestes poblacions es poden considerar perifèriques (són una continuació d'una àrea centrada en territoris veins de Castella-La Manxa) i en elles, l'espècie ocupa hàbitats atípics, com les brolles de romer.
A Catalunya només es coneix un lloc de cria al Segrià, concretament a la Timoneda d'Alfés, la població de la qual és la continuació de la que viu a la Depressió de l'Ebre, al veí Aragó. A partir de l'any 2007, no s'ha detectat cap exemplar d'alosa becuda a la Timoneda d'Alfés, fet que pot comportar la seva declaració d'extinció; en cas de confirmar-se aquesta dada, seria la primera espècie d'ocell extinta a Catalunya des de fa 40 anys.
A la resta de la península Ibèrica és present al Sistema Ibèric, La Manxa i Almeria. Dins de les poblacions espanyoles, destaquen les dels Alts de Barahona i Campo Taranz (Anguita (Guadalajara)).
Els col·lectius conservacionistes consideren  que les diferents administracions implicades en la gestió de la ZEPA (zona d'especial protecció per a les aus) de la que forma part la Timoneda d'Alfés, haurien pogut evitar aquesta situació si no estiguessin donant suport a les activitats aeronàutiques de l'Aeròdrom d'Alfés, clarament incompatibles amb la conservació de la timoneda. Una mostra clara de la manca de sensibilitat envers la timoneda seria el fet que el 20 de gener del 2009, el Govern de la Generalitat de Catalunya aprovés un pla en el que es preveu la possibilitat d'asfaltar una pista d'aterratge, així com tancar perimetralment l'espai.
Altres col·lectius demostren però que fou gràcies a la presència de l'aeròdrom d'Alfés durant 86 anys convivint amb els ocells que s'evità que aquest territori revertís a usos agrícoles que haguessin destruït la timoneda i en conseqüència impedit la presència de les aus.

## Alimentació
Menja insectes i llavors.